# Gambia Baseball Softball Federation
Die Gambia Baseball Softball Federation (GBSF) (deutsch: Gambischer Baseball-Softball-Verband) ist der Dachverband der Baseball- und Softballvereine in dem westafrikanischen Staat Gambia.
Die GBSF ist im April 2009 aus der Umbenennung der Gambia National Softball Association (GNSA) entstanden, dabei wurden die Softball-Aktivitäten hinzugefügt. Die GBFS ist der World Baseball Softball Confederation (WBSC) zugeordnet.
Präsident des Verbandes ist David Haffner, Generalsekretär ist Hawa Ndow (Stand 2022).